# Deutsch-namibische Beziehungen
Die Deutsch-namibischen Beziehungen beziehen sich auf die bilateralen Beziehungen zwischen den Staaten Deutschland und Namibia. Diese Beziehung ist von besonderer Bedeutung, da Namibia im 19. Jahrhundert als Deutsch-Südwestafrika vom Deutschen Reich kolonisiert und besetzt wurde. Im Land gibt es eine bedeutende deutschstämmige Minderheit und knapp 1,5 Prozent der Bevölkerung spricht Deutsch als Muttersprache.

## Geschichte
Die ersten Kontakte zwischen den Menschen der beiden Länder fanden statt, als deutsche Missionare von der Londoner Missionsgesellschaft angeworben wurden und im späten 18. und frühen 19. Jahrhundert im südlichen Namibia arbeiteten. Auch die Rheinische Missionsgesellschaft war an der Christianisierung des Landes beteiligt. Der lutherische Missionar Johann Georg Krönlein lieferte Mitte des 19. Jahrhunderts wichtige Beiträge zur Erforschung der Sprache der Nama.
Während des Wettlaufs um Afrika wurde das heutige Namibia nach der Kongokonferenz vom Deutschen Reich besetzt und zur Kolonie Deutsch-Südwestafrika. Das Vereinigte Königreich besetzte Walvis Bay 1878 und gliederte das Hafengebiet in seinen Besitz in der Kapkolonie ein. Im Jahr 1890 teilte die britische Regierung den Deutschen den Caprivizipfel zu. Damit erhielt Deutschland Zugang zum Sambesi und zu seinen anderen ostafrikanischen Gebieten und gab seine Ansprüche auf Sansibar auf (das an das Vereinigte Königreich abgetreten wurde).
Zwischen 1904 und 1908 kam es zu einem Völkermord an den Herero und Nama in Namibia. Der Völkermord begann 1904 nach einer Rebellion der Herero und Nama gegen die deutsche Beschlagnahmung ihres Landes und ihres Viehs. Als Vergeltungsmaßnahme führte die deutsche Militärverwaltung unter der Leitung von Lothar von Trotha einen Vernichtungskrieg gegen die Bevölkerung. Bis zu 100.000 Herero und Nama wurden während des Völkermords unter der deutschen Kolonialverwaltung getötet.
Im Jahr 1915, während des Ersten Weltkriegs, marschierten südafrikanische Truppen in das Gebiet ein und besetzten es. Nach dem Krieg, mit der Unterzeichnung des Versailler Vertrags, war Deutschland gezwungen, sein Gebiet 1920 an die Union von Südafrika abzutreten, die damals ein selbstverwaltetes Dominion des Britischen Empire war. Das Gebiet sollte für die nächsten 70 Jahre Südwestafrika heißen.
Im Jahr 1966 begann die SWAPO einen bewaffneten Kampf gegen die südafrikanische Besatzung, der als Südafrikanischer Grenzkrieg bekannt wurde. Die Deutsche Demokratische Republik (DDR) unterstützte die SWAPO mit Waffen und Ausbildung. Auch knapp 400 Waisenkinder aus Namibia wuchsen in der DDR auf. 1989 wurden die Feindseligkeiten eingestellt, und im März 1990 wurde Namibia eine unabhängige Nation. Die namibische Unabhängigkeit fiel mit der deutschen Wiedervereinigung im Oktober desselben Jahres zusammen, als beide Länder diplomatische Beziehungen aufnahmen. Im März 1998 stattete Bundespräsident Roman Herzog Namibia einen offiziellen Besuch ab.
Im August 2004 erkannte die deutsche Entwicklungsministerin Heidemarie Wieczorek-Zeul die historische und moralische Verantwortung Deutschlands für den Völkermord an den Herero und Nama nach 100 Jahren an. Im September 2011 gab die deutsche Regierung Schädel aus der Kolonialzeit an Namibia zurück. Weitere Schädel und Knochen wurden 2014 und 2018 in separaten Zeremonien zurückgegeben.
Im Jahr 2015 begannen Verhandlungen zwischen der deutschen und der namibischen Regierung über eine offizielle Entschuldigung und Hilfsgelder. 2016 erkannte die deutsche Regierung den Massenmord an den Herero und Nama durch deutsche Truppen in einem offiziellen Dokument als Völkermord an.
Im Mai 2021 gaben beide Länder bekannt, dass eine Einigung erzielt wurde, in der Deutschland die Gräueltaten an den Herero und Nama in den frühen 1900er Jahren als Völkermord anerkennt. Die deutsche Regierung sagte zu, über einen Zeitraum von 30 Jahren 1,1 Milliarden Euro für Hilfen für Infrastruktur und Entwicklung in Namibia auszugeben. Die Zahlungen umfassen keine Reparationsleistungen.
Im September 2024 waren Deutschland und Namibia gemeinsam Gastgeber des Zukunftsgipfels der Vereinten Nationen.

## Wirtschaftliche Beziehungen
Im Jahr 2020 belief sich der Handel zwischen beiden Ländern auf insgesamt 216 Millionen Euro. Zu den wichtigsten Exportgütern Deutschlands nach Namibia gehören: Maschinen, Lebensmittel, elektrotechnische Produkte, Elektronik, chemische Produkte, Automobilprodukte sowie Mess- und Regeltechnik. Die wichtigsten Exportprodukte Namibias nach Deutschland sind: Nichteisenmetalle, Nahrungsmittel, Rohstoffe (außer Kraftstoffe), Kraftfahrzeuge, Maschinen, Lederwaren und natürliche Öle. Beide Länder haben einige bilaterale Wirtschaftsabkommen unterzeichnet, wie z. B. ein Abkommen zur Vermeidung von Doppelbesteuerung (1996) und ein Abkommen zur Investitionsförderung (1997).
Jährlich besuchen knapp 120.000 deutsche Touristen das Land und zählen damit zu den größten ausländischen Touristengruppen.

## Entwicklungshilfe
Zwischen 1990 und 2020 erhielt Namibia von Deutschland Entwicklungshilfe in Höhe von 1,4 Milliarden Euro. Namibia erhielt damit die höchsten Hilfszahlungen aus Deutschland weltweit pro Kopf. Im Oktober 2021 wurden weitere 242 Millionen Euro an Hilfen zugesagt. Deutsche Entwicklungshilfe an das Land weist die Schwerpunkte nachhaltige Entwicklung, Bewirtschaftung und Erhalt der natürlichen Ressourcen, Bildung und Infrastruktur auf.
Im Rahmen der COVID-19-Pandemie spendete Deutschland an das Land Impfstoffe, Krankenhausausrüstung, Beatmungsgeräte und andere medizinische Güter. Daneben wurden Hilfen zur Abmilderung der sozialen und wirtschaftlichen Folgen der Pandemie geleistet.

## Kultur und Bildung
Die deutsche Kolonialzeit hat wichtigen Einfluss auf die Kultur und Gesellschaft Namibias ausgeübt, welche u. a. in der deutschen Kolonialarchitektur von Städten wie Lüderitz oder Swakopmund und einer großen deutschsprachigen Gemeinschaft zum Ausdruck kommen. Knapp 30.000 Menschen in Namibia sprechen Deutsch als Muttersprache und viele weitere Namibier sprechen es als Zweit- oder Drittsprache. Deutsche Sprachkenntnisse sind besonders in Südnamibia und den Städten verbreitet. Es gibt im Land deutschsprachige Radiosender, Rundfunkprogramme und mit der Allgemeinen Zeitung eine deutschsprachige Tageszeitung. Mit dem Kulturerhalt-Programm des Auswärtigen Amts besteht seit 1985 eine Zusammenarbeit, bei dem Deutschland den Erhalt von Kultur fördert. Zu den geförderten Projekten gehörte die Restauration von Felsmalereien am Brandberg und der Erhalt von historischer Dampflokomotiven.
Mit der Deutschen Höheren Privatschule Windhoek gibt es eine deutsche Auslandsschule in der namibischen Hauptstadt Windhoek. Das Goethe-Institut, die deutsche Botschaft und die Zentralstelle für das Auslandsschulwesen fördern außerdem mehrere Partnerschulen und 10.000 Namibier lernen Deutsch als Fremdsprache. Der Deutsche Akademische Austauschdienst ist im Land aktiv und deutsche Universitäten kooperieren mit Partnern in Namibia.
Der Kultur- und Jugendaustausch wird von der Deutsch-Namibischen Gesellschaft e. V. mit Sitz in Göttingen gefördert.

## Diplomatische Standorte
- Deutschland hat eine Botschaft in Windhoek.[14]
- Namibia hat eine Botschaft in Berlin und Honorarkonsulate in verschiedenen Städten.[15]

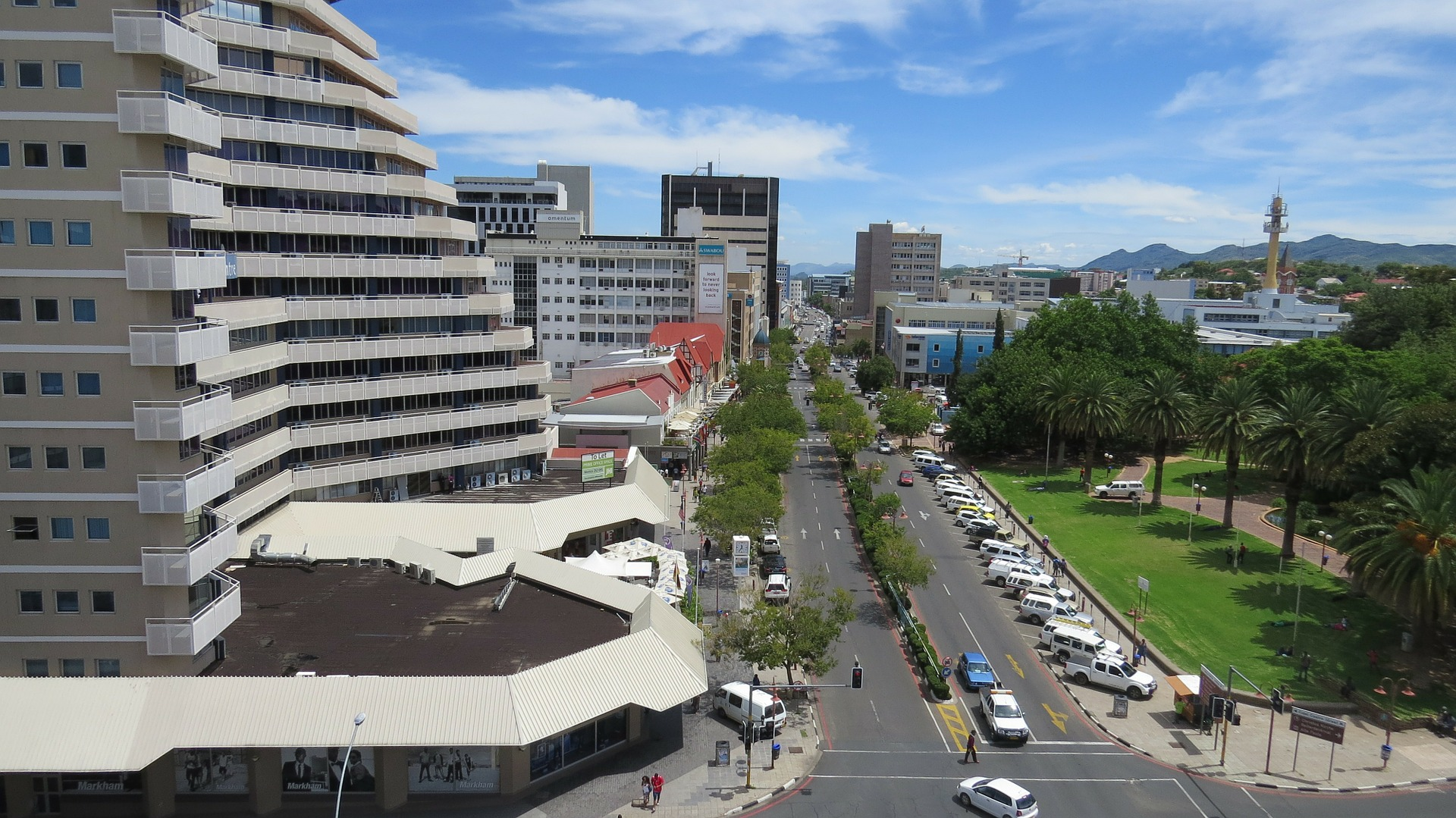
Deutsche Botschaft Windhuk (im linken Gebäude)
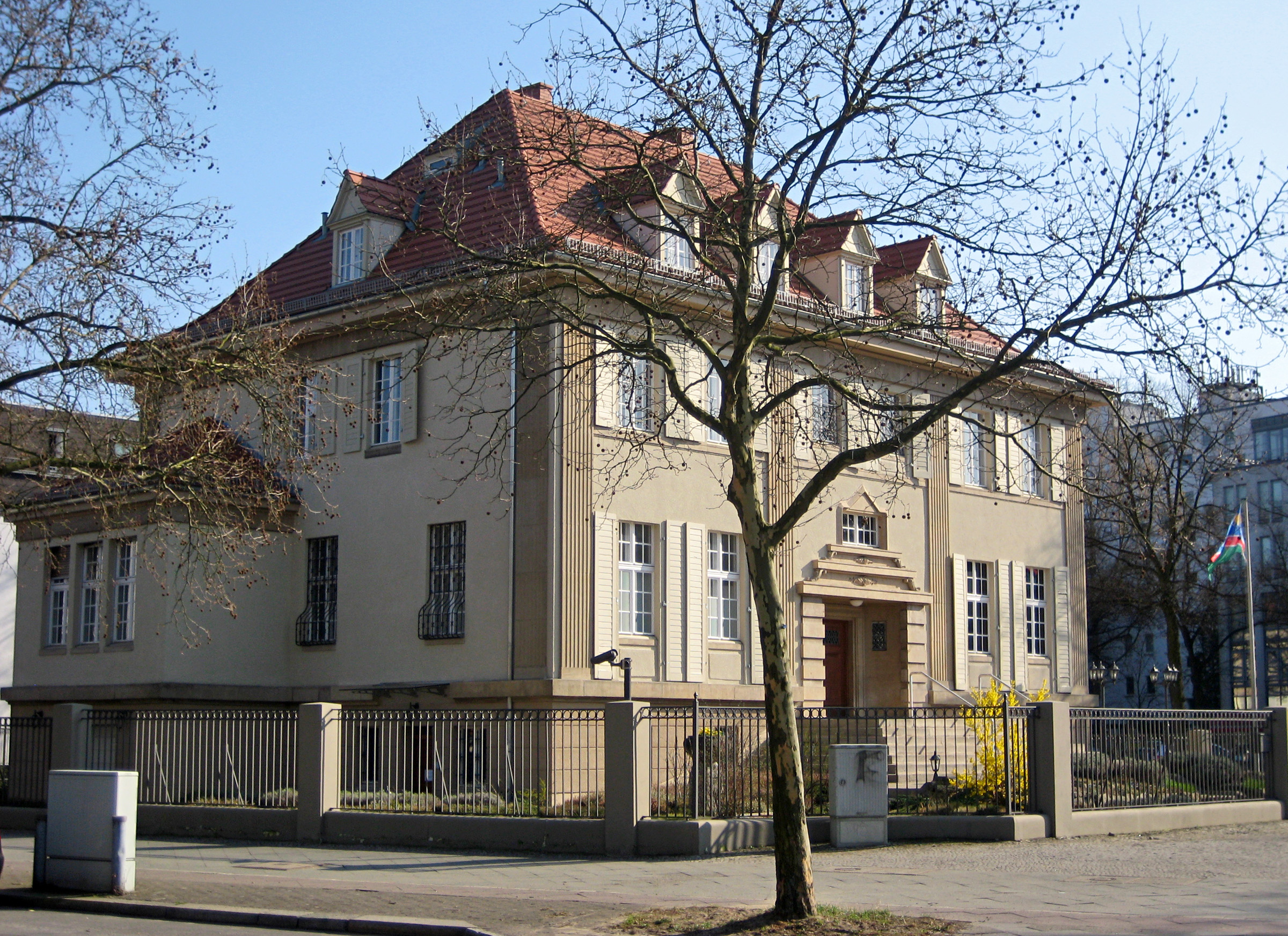
Namibische Botschaft in Berlin